# HD 93083
HD 93083 é uma estrela na constelação de Antlia. Tem uma magnitude aparente visual de 8,30, sendo invisível a olho nu. Com base em seu paralaxe de 35,04 milissegundos de arco, está a uma distância de 93,1 anos-luz (28,5 parsecs) da Terra. Sua magnitude absoluta é de 6,0.
Esta estrela é uma anã laranja com um tipo espectral de K3V. Também já foi classificada com um tipo espectral de K2IV-V, o que indicaria que é mais luminosa que uma anã K típica. HD 93083 tem uma massa estimada em 83% da massa solar e um raio de 78% do raio solar. Irradia 35% vezes a luminosidade solar a uma temperatura efetiva de 5 025 K. Sua metalicidade é superior à solar, com uma proporção de ferro cerca de 41% maior que a do Sol, e sua idade é estimada em cerca de 6 bilhões de anos, com uma alta incerteza.
Em 2005, a descoberta de um planeta extrassolar orbitando HD 93083 foi anunciada. O planeta foi descoberto usando o método da velocidade radial e tem uma massa mínima de 0,37 MJ, comparável à massa de Saturno, levando 143,6 dias para completar uma órbita.
| Planeta | Massa   | Semieixo maior (UA) | Período orbital (dias) | Excentricidade |
| ------- | ------- | ------------------- | ---------------------- | -------------- |
| b       | 0,37 MJ | 0,477               | 143,58 ± 0,60          | 0,14 ± 0,03    |